# Franciszek Alojzy Gzowski
Franciszek Alojzy Gzowski herbu Junosza (ur. 14 października 1732 w Wilnie, zm. w 1786) – polski duchowny rzymskokatolicki, biskup pomocniczy wileński.

## Biografia
17 kwietnia 1756 otrzymał święcenia diakonatu, a 12 czerwca 1756 prezbiteriatu.
23 września 1782 papież Pius VI prekonizował go biskupem pomocniczym wileńskim oraz biskupem in partibus infidelium thespijskim. 29 grudnia 1782 przyjął sakrę biskupią z rąk biskupa wileńskiego Ignacego Jakuba Massalskiego. Współkonsekratorami byli biskup pomocniczy wileński Tomasz Ignacy Zienkowicz oraz bp Walenty Wołczacki OP.
Pochowany w katedrze św. Stanisława i św. Władysława w Wilnie.